# Racing Point RP19
La Racing Point RP19 è una vettura da Formula 1 realizzata dalla scuderia Racing Point per prendere parte al campionato mondiale di Formula 1 2019.

## Livrea
La base della livrea è il colore rosa dello sponsor BWT che aveva caratterizzato anche le ultime due vetture della Force India, la VJM10 e la VJM11. Lateralmente, dal muso fino a scendere dietro le bocche delle pance, è presente una fascia bicolore grigio-fucsia; quest'ultima tonalità è ripresa all'interno delle paratie delle ali. Sono presenti inoltre molti dettagli bianchi, come la fascia che prosegue sul fondo per tutta la lunghezza della vettura, altre strisce a partire dal muso fino al cofano motore — laddove è usato superiormente e inferiormente come bordo per una vasta area blu, dovuta al nuovo title sponsor SportPesa — e tutta la zona che contorna l'abitacolo, oltreché a fare da sfondo ai loghi BWT sull'esterno delle paratie dell'ala anteriore, sul mainplane, nella parte inferiore dei flap dell'ala posteriore e sul muso. Infine il blu non si limita sono al cofano, ma prosegue anche sulla parte superiore dell'ala posteriore.

## Carriera agonistica

### Stagione
Nelle prime quattro gare della stagione la monoposto si rivela abbastanza competitiva, permettendo ad entrambi i piloti di ottenere piazzamenti a punti, con un sesto posto di Sergio Pérez in Azerbaigian come miglior risultato. Nelle otto gare seguenti, tuttavia, la Racing Point fatica a centrare la zona punti, riuscendoci solo due volte con Lance Stroll in Canada e ad Hockenheim. In quest'ultima gara il pilota canadese arriva quarto dopo essere stato in terza posizione durante la gara.
Dopo la pausa estiva le cose migliorano, con Pérez capace di portare la vettura a punti in tutti i restanti appuntamenti escluso il Gran Premio di Singapore. Stroll, invece, fatica ad ottenere buoni risultati, entrando in top 10 solo in Belgio e in Giappone.
La scuderia conclude il mondiale al settimo posto con 73 punti, con il quarto posto di Stroll in Germania quale miglior risultato.

## Piloti
| Piloti ufficiali   | Piloti ufficiali | Piloti ufficiali |
| Nazione            | Nome             | Numero           |
| ------------------ | ---------------- | ---------------- |
| Messico (bandiera) | Sergio Pérez     | 11               |
| Canada (bandiera)  | Lance Stroll     | 18               |
| Piloti di riserva  |                  |                  |
| Nazione            | Nome             | Numero           |
| Francia (bandiera) | Esteban Ocon     | 31               |

## Risultati in Formula 1
| Anno | Team         | Motore       | Gomme | Piloti |    |    |    |   |     |    |    |    |    |    |     |    |    |    |     |    |   |    |    |    |     | Punti | Pos. |
| ---- | ------------ | ------------ | ----- | ------ | -- | -- | -- | - | --- | -- | -- | -- | -- | -- | --- | -- | -- | -- | --- | -- | - | -- | -- | -- | --- | ----- | ---- |
| 2019 | Racing Point | BWT Mercedes | P     | Pérez  | 13 | 10 | 8  | 6 | 15  | 12 | 12 | 12 | 11 | 17 | Rit | 11 | 6  | 7  | Rit | 7  | 8 | 7  | 10 | 9  | 7   | 73    | 7º   |
| 2019 | Racing Point | BWT Mercedes | P     | Stroll | 9  | 14 | 12 | 9 | Rit | 16 | 9  | 13 | 14 | 13 | 4   | 17 | 10 | 12 | 13  | 11 | 9 | 12 | 13 | 19 | Rit | 73    | 7º   |